# Separation (Flurbereinigung)
Bei Separationen, Markenteilungen oder Verkoppelungen handelte es sich um Vorformen der heutigen Flurbereinigung im 18. und 19. Jahrhundert in Deutschland. Sie bewirkten durch private Neuverteilung der vormals gemeinsam genutzten landwirtschaftlichen Flächen eine großangelegte Nutzungsänderung, die neben einer Agrarreform weitreichende soziale Veränderungen auslöste. Die Separation veränderte das Landschaftsbild grundlegend, da sie die Dreifelderwirtschaft abschaffte und die heutigen geometrischen Ackerformen schuf. Verkoppelungen der Stadtfeldmark dienten im 19. Jahrhundert in Städten auch als Grundlage für Erweiterungsplanungen.

## Gemeinheitsteilung
In Deutschland gab es noch Anfang des 19. Jahrhunderts vielfältigen Allgemeinbesitz und Nutzungsberechtigungen an landwirtschaftlichen Flächen. Allgemeinbesitz war die Mark (Feldmark) oder auch Allmende (ahdt. algimeinida). Gewöhnlich wurde die Mark als Wald oder Weide, auch Waldweide genutzt, viele Flächen waren Ödland oder Moor. Nutzungsberechtigt waren die ansässigen Bauern als Markgenossen.
Neben diesem gemeinschaftlichen Eigentum gab es auch Nutzungsberechtigungen, die auf dem Grundeigentum lasteten (Grunddienstbarkeiten). Hierzu zählten „Nutzungsberechtigungen
- zur Weide oder Hutung,
- zur Waldmast, Holz-, Streu-, Schilf-, Binsen- oder Rohrgewinnung,
- zum Grasschnitt, Plaggen-, Heide- oder Bültenhieb,
- zur Torfnutzung,
- zum Pflücken des Grases und des Unkrautes auf bestellten Feldern (zum Krauten), Nachrechen auf abgeernteten Feldern oder Stoppelharken,
- zur Nutzung fremder Äcker gegen Hergabe des Düngers,
- zum Fruchtgewinn von einzelnen Stücken fremder Äcker (Deputatbeete),
- zum Harzscharren“.[1]

Das gemeinschaftliche Eigentum und die unterschiedlichen Nutzungsberechtigungen erschwerten eine intensivere Bewirtschaftung. Mit der Privatisierung wurden Produktivitätssteigerungen erzielt, die vor allem in England im 17. und 18. Jahrhundert eine Ablösung des gemeinschaftlichen Eigentums durch Einhegung („Enclosure Movement“) auslösten. Erste ähnliche Aufteilungsmaßnahmen wurden in den deutschen Ländern gegen Ende des 18. Jahrhunderts durchgeführt. Eine umfassende Aufteilung begann jedoch erst im 19. Jahrhundert nach der Zeit Napoleons.
In Preußen wurde 1821 die Gemeinheitsteilungsordnung erlassen, es folgte 1850 ein Gesetz zur Ablösung der Reallasten. Das gemeinschaftliche Eigentum wurde auf die Berechtigten aufgeteilt oder die Berechtigten wurden mit Geld entschädigt. Dadurch entstanden auch kleine Splittergrundstücke, die nach Möglichkeit zusammengelegt wurden. Bei Reallasten (Nutzungsberechtigungen am Grundstück) musste der Grundstückseigentümer den Berechtigten für die Ablösung entschädigen.

## Zusammenlegung
Da durch die Gemeinheitsteilungen kleine Grundstücke entstanden und auch der sonstige Grundbesitz eines Eigentümers zerstreut liegen konnte, wurde es nötig, Grundbesitz zusammenzulegen.
In Preußen wurde die Gemeinheitsteilungsordnung von 1821 im Jahr 1872 geändert und auf die Zusammenlegung von Grundstücken, die nicht im gemeinschaftlichen Eigentum stehen, erweitert. Damit wurde die Zusammenlegung eine selbständige Maßnahme der Neuordnung. In Hannover, Schleswig-Holstein und Oldenburg wurde diese Zusammenlegung Verkopplung genannt, in Bayern wurde sie zuerst Flurbereinigung genannt.
Bei diesen Verfahren wurden die von den Bauern individuell genutzten, aber stark parzellierten Flächen neu verteilt, so dass größere Parzellen und ein neues Wegesystem geschaffen wurde. Hierdurch wurde die Produktivität der Betriebe gefördert, da sich Wege verkürzten, weniger Zugvieh nötig wurde und die eigenen Flächen besser in Aufsicht standen. Allerdings unterblieben in Deutschland weitgehend Aussiedlungen von Höfen, so dass die alten Dorfstrukturen erhalten blieben.

## Geschichte
Frühe Formen der Flurbereinigung lassen sich in vielen Teilen Europas nachweisen. Am weitesten gingen die englischen Einhegungen, die unter dem Namen Enclosure Movement schon im frühen 16. Jahrhundert einsetzten und politisch vorangetrieben wurden. Vorher gemeinsam bewirtschaftete Landflächen sind im 17. und 18. Jahrhundert zunehmend von privater Seite eingefriedet und intensiver genutzt worden. Der Höhepunkt der enclosures war zwischen 1760 und 1832. Diese Aktivitäten trieben die Kommerzialisierung der britischen Landwirtschaft voran. Dadurch entstanden ertragsintensive Agrarbetriebe, insbesondere im Bereich der Viehzucht, ohne die die wachsende Bevölkerung nur durch Importe hätte ernährt werden können. Diese Entwicklung führte andererseits zur Verarmung eines Teils der Kleinbauern, die sich den Erwerb des Geländes nicht leisten konnten und so auf die bisher allen zur Verfügung stehenden Nutzflächen verzichten mussten. Die möglichen Ertragssteigerungen waren u. a. Anlass, diese intensivierte Landnutzung auch in Deutschland einzuführen.
In Schleswig-Holstein (im Landesteil Schleswig) begannen ebenfalls schon im 17. Jahrhundert erste Verkoppelungen, die im 18. Jahrhundert zunehmend von der bäuerlichen Bevölkerung gefordert wurden. In Nordwestdeutschland wurden sie ebenfalls seit der Mitte des 18. Jahrhunderts forciert, wobei oft die Initiative von den Bauern ausging.
In den brandenburgisch-preußischen Territorien regte Friedrich II. („der Große“) die Separation nach englischem Vorbild (vgl. Einhegung) in einem Zirkular vom 28. Juni 1765 an.
Schon ein Jahr später erschien die kleine anonyme Schrift Die Aufhebung der Gemeinheiten in der Mark Brandenburg nach ihren großen Vorteilen ökonomisch betrachtet, in der auch die Vorteile der Zusammenlegung der Acker und Wiesenstücke hergeleitet wurden.
In einer Verordnung vom 21. Oktober 1769 wurden Separationskommissare in jedem Kreis eingesetzt, die die Aufgabe hatten, die jeweils beantragte Flurneuordnung zu begleiten.
Wegweisend wurde die Lüneburgische Gemeinheitsteilungsordnung von 1802, die am Anfang einer Reihe von gesetzlichen Maßnahmen im 19. Jahrhundert stand.
Die Durchführung der Separation, die zu starken Veränderungen in der Landwirtschaft führte, wurde von vielen Problemen gebremst. Dazu zählte die Angst der Landeigner vor finanziellen Verlusten ebenso wie Streitigkeiten der Interessenten bei der Aufteilung der Parzellen nach Größe und Bodengüte und der anschließenden Verlosung. Mitunter dauerte die Separation ganzer Orte in mehreren Etappen über zehn Jahre. Zum Beispiel endete die 1786 von Letschin (Oderbruch) beantragte Separation erst nach 1804. Die Entscheidung für die Separation und den Aufbau der Hofstellen am neuen Ort wurde in Letschin – wie auch anderenort – durch Brände im Dorf vorangetrieben.
Die Neuordnung des Grundbesitzes und der Bodenbewirtschaftung ging in vielen Territorien mit der Bauernbefreiung, also der Aufhebung von herrschaftlichen Abhängigkeiten einher. Sie begann teilweise schon im 17. und wurde manchmal erst im späten 19. Jahrhundert vollendet.

## Verkoppelung als Teil der Stadtplanung
Der Begriff der Verkoppelung wurde im 19. Jahrhundert auch als Instrument der Stadtplanung für die Umlegung der städtischen Feldmark verwendet, um Land in brauchbare Bauparzellen zu überführen. Ein gut erforschtes Beispiel für diese Sonderform der Flurbereinigung ist die unter Oberbürgermeister Georg Merkel in der Stadt Göttingen im vergleichsweise kurzen Zeitraum von 1875 bis 1879 durchgesetzte Verkoppelung der Stadtfeldmark, bei der rund 90 % aller Grundstücke umgelegt werden konnten. Dies bildete im ausgehenden 19. Jahrhundert die angestrebte Grundlage für eine geregelte Stadterweiterungs-Planung mit neuen Straßen, Siedlungen und öffentlichen Bauten.